# Сковно, Раиса Андреевна
Раи́са  Андре́евна (Рахи́ль Анцеловна) Сковно (1883—1967) — деятель российского революционного движения. Член РСДРП(б) с 1905 года.

## Биография

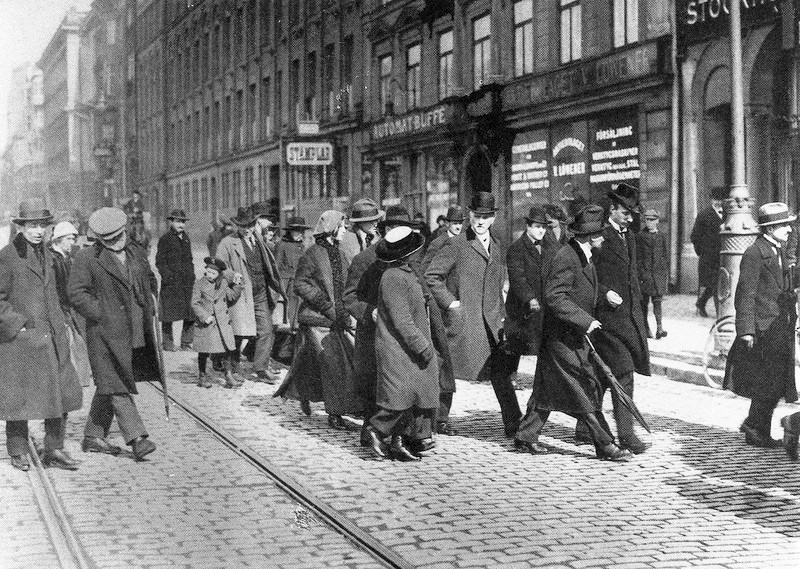
13 апреля 1917 г. Ленин с группой российских политэмигрантов в Стокгольме
(Р. Сковно в центре)

Родилась в 1883 году в семье сапожника. Вслед за младшим братом Абрамом в 1905 году вступила в РСДРП(б). В 1906—1917 годах жила в Швеции, Дании и Бельгии, работала на табачной и швейной фабриках, входила в местные социал-демократические эмигрантские группы.  Упоминается в письме В. И. Ленина к А. Г. Шляпникову от 21 сентября 1914 года:

Надо посидеть Вам в Стокгольме, пока вполне не наладится транспорт через Стокгольм и писем (1) и людей (2) и литературы (3). Для этого надо систематически подготовить и испытать хорошее передаточное лицо в Стокгольме. Годится ли для этого т. Сковно? Она хороша тем, что большевичка. Не переметнется. А вот деловита ли она, расторопна ли, аккуратна ли?
— 1914В. И. Ленин
В годы Первой Мировой войны участница «торгового дела» Парвуса—Ганецкого. Возвратилась в Россию в апреле 1917 года в составе группы эмигрантов во главе с В. И. Лениным (о чём поведала в воспоминаниях, опубликованных в 1966 году в журнале «Огонёк»). Участвовала в Октябрьской революции (в Москве). В последующие годы находилась на руководящей хозяйственной работе. Затем персональная пенсионерка. 
4 ноября 1955 года Президиум Верховного Совета СССР наградил её орденом Ленина в связи с 50-летием общественно-политической деятельности и «отмечая её участие в революционном движении».
Умерла в 1967 году. Похоронена в Москве на Новодевичьем кладбище (колумбарий, секция 128, место 19—2).

## Награды
- Орден Ленина (04.11.1955)

## Семья
- брат Сковно, Абрам Андреевич (1888—1938) — революционер, член РСДРП с 1903 года. Репрессирован[9].